# Reid Ewing
Reid Ewing est un acteur américain né le 7 novembre 1988 en Floride. Il est principalement connu pour le rôle de Dylan dans la série Modern Family.

## Biographie
Il commence à jouer des pièces de théâtre dans le sud de la Floride. Il étudie à la Dreyfoos School of the Arts à West Palm Beach et à l'école du Film et de la Télévision à New York avant de déménager à Los Angeles.
En plus de ses tournages, Ewing joue du piano, de la guitare et du banjo. Il a écrit la chanson In the Moonlight (Do Me), que son personnage interprète dans Modern Family.
En 2011 il apparaît dans la pub Where's the beef? de la marque de hamburgers Wendy's.

## Filmographie

### Cinéma
- 2010 : In Between Days : Jim
- 2011 : The Truth Below : Ethan
- 2011 : Fright Night : Ben
- 2011 : South Dakota : Carter
- 2012 : The Silent Thief : Doug Edwards
- 2012 : Sleeping Around
- 2013 : Crush de Malik Bader : Jeffrey

### Télévision
- 2008 : Sunday! Sunday! Sunday! : Jesse
- 2011 : Bonne chance Charlie : Derek
- 2009-2011 : Zeke et Luther : Charlie Plunk
- 2009-2020 : Modern Family : Dylan